# Manuel Lorenzo Oterino
Manuel Lorenzo Oterino (Salamanca, 29 de octubre de 1785 - Castro del Río, 7 de octubre de 1847) fue un militar y político liberal español.

## Biografía
Era hijo de Miguel Lorenzo Hernández, herrero y cerrajero, y de Josefa Oterino González, ambos naturales de Salamanca. Fue bautizado el 6 de noviembre de 1785 en la desaparecida iglesia de San Cristóbal de los Caballeros de la Real y Militar Orden de San Juan. Realizó sus estudios primarios en su ciudad natal y, siguiendo la tradición familiar, trabajó en el oficio de herrero.

### Guerra de la Independencia
Sumida Salamanca en una crisis económica, la familia emigra a Madrid y, al poco, Manuel ingresó en el Regimiento de Granada nº 34, con guarnición en Madrid, el 1 de enero de 1802. Permancerá en este regimiento hasta junio de 1811. Es ascendido pronto a cabo y, tras dos años en Madrid, su regimiento es trasladado a principios de 1804 a la Capitanía de Valencia a la plaza de Alicante en un primer instante. Tras unos meses, el 5 de junio es trasladado a Mallorca, por un tiempo, y a Menorca, después atendiendo a la amenaza inglesa por esas costas. Estando aquí es cuando se desarrollan los sucesos de mayo de 1808. Una de las víctimas del levantamiento del 2 de mayo en Madrid será su padre Miguel.
El 22 de julio de 1808, junto a su unidad, es trasladado a Cataluña. Tomará parte en acciones en San Boy, San Cugat, Gracia, Sarriá, Molins de Rey durante este primer año; al año siguiente, participa en Valls (febrero), Alcañiz (mayo), María de Huerva (en junio, donde es herido) o en la defensa de Gerona (septiembre). En 1810, el 1 de marzo, cuando fue ascendido a sargento 1º, en su expediente constaba que había participado en 17 acciones. Enrique O'Donnell estaba al frente de las tropas regulares en Cataluña. Será en la defensa de Tarragona que caerá prisionero (26 de junio de 1811) logrando huir de Francia un mes después (13 de julio) para incorporarse al batallón Ligero de Barbastro (1 de septiembre). Tras combatir en Cataluña y Aragón durante tres años en la Guerra de la Independencia obtuvo el grado de subteniente (8 de mayo de 1812).
En la parte final de la guerra a finales de 1812 participa en las batallas de Alba de Tormes y en 1813, toma parte en la batalla de Vitoria dentro de la división del general Morillo.

### Guerra de la Independencia venezolana
Marchó en 1815 a la Capitanía General de Venezuela al mando de Pablo Morillo, luchando ocho años en la Guerra de independencia de Venezuela hasta la capitulación en 1823. Tomó parte en acciones en la isla Margarita y en Cunamá, en 1815. En 1817 es primer ayudante del batallón de Clarines y en 1819 asciende a segundo comandante y es herido de bala en 1820. Será en 1821 cuando se nombrado primer comandante y teniente coronel sucesivamente por mérito adquiridos en acciones como la batalla de Dabajuro, la acción en Pozo Largo o la más sobresaliente en la batalla de Garabulla donde su maniobra de flanqueo supuso hacer prisionera a toda la infantería enemiga.
Al terminar la guerra tenía el grado de coronel y fue repatriado a Cuba.

### Guerras carlistas
Se incorporó al servicio en Pamplona en 1826 logrando en 1828 el mando del Regimiento de Almansa con el cual prestó servicios en las Islas Baleares, Barcelona y Zaragoza entre 1829 y 1832.  
Ascendió al grado brigadier (1830), se mantuvo al mando del regimiento, convertido en Córdoba nº 9. Entre octubre de 1833 y marzo de 1835 tomará parte en acciones al frente de las tropas realistas contra los levantamientos carlistas del Norte. El general carlista Santos Ladrón de Cegama le hace frente en la batalla de Los Arcos (10 de octubre) saliendo prisionero y procurando con su acción el empleo de mariscal de campo para Lorenzo. Con órdenes de asumir el mando de la División de Vanguardia del Ejército del Norte, se incorporá en Logroño e inicia la marcha hacia Vitoria el 20 de noviembre de 1833. Por el camino desaloja a dos batallones carlistas del Puerto de Herrera y en el Paso de Peñacerrada el general carlista José Ignacio de Uranga defiende el lugar con cuatro batallones sin éxito al dispersar con la primera carga a las tropas carlistas. Es misma noche se dirige a Vitoria que toma al amanecer.  

### Gobernador de Cuba
Fue gobernador político y militar de Santiago de Cuba y comandante general del departamento Oriental del 19 de julio de 1835 al 23 de diciembre de 1836. Cuando proclamó la Constitución de 1812 en su departamento, fue cesado y expulsado a España.  

### Capitán General de Valencia y Murcia
De regreso a la Península en febrero de 1837, en Alicante contuvo a Francisco Tallada y Forcadell y fue nombrado segundo Jefe de la Capitanía general de Valencia y Murcia el 13 de agosto, y el día 28 segundo Comandante del Ejército del Norte y posteriormente de capitán general de Castilla la Vieja, Extremadura y comandante general del Campo de Gibraltar. 

### Trayectoria política
Fue nombrado senador por Alicante y Cáceres y ascendido a teniente general el 9 de octubre de 1841. 

### Retiro y fallecimiento
Una vez que pasa a la reserva en 1843 se dedicó a los negocios hasta su muerte en 1847.
Casado con Ana Tomasa de Arcaya y Manzanos, hermana de Manuel María de Arcaya Manzanos, está enterrado junto a su esposa en Castro del Río (Córdoba).

## Condecoraciones
Al finalizar su vida había logrado varias condecoraciones como:
- Gran Cruz laureada de San Fernando de 2ª clase tras la Batalla de Garabulla (13 de noviembre de 1822). El 9 de mayo de 1843 se le concede la de 4ª clase.
- Gran Cruz de San Hermenegildo.
- Gran Cruz de la Orden de Isabel la Católica, en 1837.